# Haplophthalmus caecus
Haplophthalmus caecus is een pissebed uit de familie Trichoniscidae. De wetenschappelijke naam van de soort is voor het eerst geldig gepubliceerd in 1955 door Radu, Radu & Cadaru.